# 1836 en photographie
| Années de la photographie : 1833 - 1834 - 1835 - 1836 - 1837 - 1838 - 1839    |
| Décennies de la photographie : 1800 - 1810 - 1820 - 1830 - 1840 - 1850 - 1860 |

Cet article présente les faits marquants de l'année 1836 en photographie.

## Événements
- 11 septembre : l'architecte Alphonse Eugène Hubert publie dans le Journal des artistes, p. 166, l'article « M. Daguerre, la chambre noire, et les dessins qui se font tout seuls », qui met en cause l'avancement des travaux de Daguerre, ce qui va pousser celui-ci, pris entre la volonté de vendre son invention et le souhait de garder son secret[1] à accélérer ses recherches et à contacter François Arago pour organiser la publication de son invention[2].

## Naissances
- janvier : Stanisław Julian Ostroróg, photographe polonais, créateur du studio Walery à Londres et à Paris, mort le 31 mai 1890.
- 24 février : Sophia Hoare, photographe britannique, active à Tahiti du milieu des années 1870 jusqu'en 1904, morte le 17 avril 1915.
- 26 février : Frederick Arthur Verner, peintre et photographe canadien, mort le 16 mai 1928.
- 14 mars : Jean Pierre Philippe Lampué, photographe français, spécialiste de la photo d'architecture, , mort le 6 février 1924.
- 11 avril : André Schmid, photographe suisse, mort le 19 janvier 1914.
- 25 avril : Gustave Viaud, photographe et chirurgien de marine français, mort le 10 mars 1865.
- 20 juillet : Émile Mage, photographe français, mort le 7 juin 1908.
- 1er août : Elizabeth Pulman, photographe néo-zélandaise, morte le 3 février 1900.
- 28 août : William Stinson Soule, photographe américain, mort le 12 août 1908.
- 3 septembre : Alexandre Quinet, photographe français, mort le 10 avril 1900.
- 14 septembre : Auguste Burgaud, photographe français, mort le 11 novembre 1895.
- 5 novembre : François Cudenet, peintre et photographe français, introducteur du cinéma à l'île de La Réunion, mort le 12 décembre 1913.
- Date précise non renseignée ou inconnue : 
  - Giuseppe Bruno, photographe italien, mort en 1904.